# Know Your Rights
"Know Your Rights" es una canción de The Clash. Fue lanzado como el primer sencillo del álbum Combat Rock, tres semanas antes del lanzamiento del álbum.
La canción comienza con las palabras "Este es un anuncio de servicio público ... ¡con guitarras!" La estructura de la canción gira en torno a los derechos de los pobres y marginados, en los que el hablante de la canción, presumiblemente un funcionario villano (cuya identidad es asumida en la canción por el vocalista Joe Strummer), nombra los tres derechos reales. Al final, el orador rechaza la idea de que se deben otorgar más derechos.
Estos tres son: 
1."El derecho a no ser asesinado. El asesinato es un crimen, a menos que lo haga un policía o un aristócrata".
2."El derecho al dinero para la alimentación, siempre que, por supuesto, no te importe un poco de investigación, humillación y, si cruzas los dedos, rehabilitación".
3."El derecho a la libertad de expresión (siempre que no seas tan tonto como para intentarlo)

## Versiones
Know Your Rights ha sido versionada por Pearl Jam  muchas veces, la más notable durante su gira "Riot Act Tour" en 2003 en sus álbumes en directo 7/11/03 – Mansfield, Massachusetts, 7/9/03 – New York, New York, and 3/3/03 – Tokyo, Japan.

## Posiciones en las listas
| Lista            | Mejor posición |
| ---------------- | -------------- |
| UK Singles (OOC) | 43             |